# Anatole Baju
Adrien Joseph Bajut, dit Anatole Baju ou Baju, est un journaliste et écrivain français né à Confolens (Charente) le 8 mars 1861 et décédé le 23 avril 1903 à Paris 17e.

## Biographie
Fils du meunier Pierre Bajut (1831-1879) et de la couturière Louise Vriet (1836-1906), Anatole Baju est connu comme fondateur, en avril 1886, de la revue Le Décadent littéraire et artistique, qui dura avec quelques avatars jusqu'en 1889.
Le Décadent fut la première des nombreuses revues qui se créèrent dans le sillage de la publication d'À Rebours de Huysmans en 1884 et du Manifeste de Jean Moréas, paru dans Le Figaro le 18 septembre 1886. Baju fut l'un des premiers à revendiquer comme un étendard le terme « décadents ». Écrivant dans sa revue sous le pseudonyme de Louis Villatte, Baju se voulut le fédérateur d'une « école » décadente (titre d'un de ses ouvrages) qui ne prit jamais véritablement corps, car le symbolisme, lancé par Moréas, ralliait alors la plupart des suffrages.
Avant tout opportuniste, Baju suivit ensuite la pente générale vers l'Art social, proclamant, dans son essai L'Anarchie littéraire, publié en 1892 : « la littérature de demain ne sera ni naturaliste, ni psychologique, ni symboliste, ni romane : elle sera sociale ».
Quelques années plus tard, celui qui écrivait : « Nous nous abstiendrons de politique comme d’une chose idéalement infecte et abjectement méprisable » publiait, avec une préface de Jules Guesde, un opuscule intitulé Principes du socialisme.
Anatole Baju est le dédicataire de Paysages de Verlaine.

## Œuvres
- L'École décadente, Paris, Léon Vanier, 1887
- L'Anarchie littéraire, Paris, Léon Vanier, 1892
- Principes du socialisme, préface de Jules Guesde, Paris, Léon Vanier, 1895